# Macandrewiidae
Macandrewiidae is een familie van sponsdieren uit de klasse van de Demospongiae (gewone sponzen). 

## Geslacht
- Macandrewia Gray, 1859